# Nowopawłowka (Kraj Zabajkalski)
Nowopawłowka (ros. Новопавловка) – osiedle typu miejskiego w Rosji, w Kraju Zabajkalskim, w rejonie pietrowsk-zabajkalskim. W 2010 liczyło 3941 mieszkańców.